# Selania
Selania is een geslacht van vlinders van de familie bladrollers (Tortricidae), uit de onderfamilie Olethreutinae.

## Soorten
- S. acquiescens Diakonoff, 1976
- S. capparidana (Zeller, 1847)
- S. costifuscana Aarvik, 2004
- S. detrita (Meyrick, 1928)
- S. exornata (Diakonoff, 1969)
- S. extinctana (Chrétien, 1915)
- S. friganosa Danilevsky & Kuznetzov, 1968
- S. leplastriana (Curtis, 1831)
- S. macella Diakonoff, 1976
- S. maderae (Wollaston, 1858)
- S. malcomeae (Walsingham, 1903)
- S. planifrontana (Rebel, 1912)
- S. resedana (Obraztsov, 1959)
- S. vana (Kennel, 1901)